# Écija (Comarca)
Die Comarca de Écija ist eine der neun Comarcas in der Provinz Sevilla. Sie wurde, wie alle Comarcas in der Autonomen Gemeinschaft Andalusien, mit Wirkung zum 28. März 2003 eingerichtet.
Die im Osten der Provinz gelegene Comarca umfasst vier Gemeinden auf einer Fläche von 1.197,33 km².

## Lage
|                             |                                             | Provinz Córdoba |
| Campiña de Carmona          | Kompassrose, die auf Nachbargemeinden zeigt |                 |
| Campiña de Morón y Marchena | Sierra Sur                                  |                 |

## Gemeinden
| Gemeinde             | Einwohner (2024) | Fläche km² | Dichte Einw./km² | Cod INE | Postleitzahl |
| -------------------- | ---------------- | ---------- | ---------------- | ------- | ------------ |
| Cañada Rosal         | 3.410            | 25,45      | 134              | 41901   | 41439        |
| Écija                | 39.500           | 978,73     | 40               | 41039   | 41400        |
| Fuentes de Andalucía | 7.247            | 150,18     | 48               | 41042   | 41420        |
| La Luisiana          | 4.626            | 42,97      | 108              | 41056   | 41430        |
| Comarca Écija        | 54.783           | 1.197,33   | 46               | –       | –            |

## Nachweise
1. ↑  Instituto Nacional de Estadística Municipal Register of Spain
2. ↑  Orden de 14 de marzo de 2003, por la que se aprueba el mapa de comarcas de Andalucía a efectos de la planificación de la oferta turística y deportiva, Boletín Oficial de la Junta de Andalucía (Amtsblatt der Regierung von Andalusien), Nr. 59 vom 27. März 2003, S. 6248